# William Anthony McGuire
William Anthony McGuire (* 9. Juli 1881 in Chicago, Illinois; † 16. September 1940 in Beverly Hills, Los Angeles County, Kalifornien) war ein US-amerikanischer Dramatiker und Drehbuchautor, der ein Mal für den Oscar für die beste Originalgeschichte nominiert war.

## Leben
McGuire war zunächst als Dramatiker am Broadway tätig und verfasste mit dem Bühnenwerk The Heights, das Anfang 1910 am Broadway uraufgeführt wurde, sein erstes Theaterstück. Kurze Zeit später begann er auch seine Tätigkeit als Drehbuchautor in der Filmwirtschaft Hollywoods und schrieb anfangs die Filmszenarien für Stummfilme wie den Kurzfilm The Devil, the Servant and the Man (1912) von Frank Beal mit Kathlyn Williams, William Stowell und Charles Clary. Neben seiner Arbeit in der Filmindustrie schuf er in den 1920er Jahren auch weitere Theaterstücke für den Broadway und arbeitete dort auch mit Persönlichkeiten wie Victor Herbert, Otto Harbach, Will Rogers zusammen. Sein Stück The Nervous Wreck lieferte die Grundlage für das 1928 uraufgeführte Musical Whoopee! sowie den 1930 entstandenen Film Whoopee! von Thornton Freeland.
Bei der Oscarverleihung 1937 wurde McGuire für den Oscar für das beste Originaldrehbuch nominiert, und zwar für den Musicalfilm Der große Ziegfeld (The Great Ziegfeld, 1936) von Robert Z. Leonard mit William Powell in der Titelrolle als Florenz Ziegfeld junior sowie Luise Rainer und Myrna Loy in weiteren Hauptrollen.

## Bühnenwerke
- 1910: The Heights
- 1919: A Good Bad Woman
- 1920: Frivolities of 1920
- 1921: Six-Cylinder Love
- 1922: It’s a Boy
- 1923: Kid Boots
- 1924: Ziegfeld Follies of 1924
- 1925: Twelve Miles Out
- 1926: If I Was Rich
- 1926: Betsy
- 1928: Rosalie
- 1928: The Three Musketeers
- 1928: The Divorce Question. A Play in Three Acts
- 1929: Show Girl
- 1930: Ripples
- 1930: Smiles

## Filmografie (Auswahl)
- 1926: Fünf Minuten Angst (Kid Boots)
- 1932: Der falsche Torero (The Kid from Spain)
- 1936: Der große Ziegfeld (The Great Ziegfeld)
- 1937: Hoheit tanzt inkognito (Rosalie)
- 1938: Im goldenen Westen (The Girl of the Golden West)
- 1940: Lillian Russell
- 1941: Mädchen im Rampenlicht (Ziegfeld Girl)